# Premio Tedeschi
Il premio Tedeschi è stato istituito nel 1980 ed è dedicato alla memoria di Alberto Tedeschi, storico direttore de Il Giallo Mondadori, traduttore e figura fondamentale della letteratura gialla e di genere italiana, deceduto l'anno precedente. Il premio, riservato a romanzi gialli italiani inediti e consistente nella pubblicazione nella collana de Il Giallo Mondadori, ha visto tra i suoi vincitori numerosi giallisti successivamente affermatisi come maestri del genere.

## Albo d'oro dei vincitori[3]
- 1980 - Loriano Macchiavelli - Sarti Antonio: un diavolo per capello
- 1981 - Massimiliano Sossella - Nessuno conosce nessuno - ex aequo con Stefano Mangiasassi - Quattro balle di merce pregiata
- 1982 - Enzo Ferrea - Quando muore Mammina
- 1983 - Franca Clama - La valle delle croci spezzate
- 1984 - Maria Alberta Scuderi - Assassinio al Garibaldi
- 1985 - Claudia Salvatori - Più tardi, da Amelia
- 1986 - Nino Filastò - La tana dell'oste
- 1987 - Domizia Drinna - Troppo bella per vivere
- 1988 - Giorgio Bert - Una morte inutile
- 1989 - Gianni Materazzo - Delitti imperfetti
- 1990 - Danila Comastri Montanari - Mors tua
- 1991 - Anna Maria Fontebasso - Complesso di colpa
- 1992 - Mario Coloretti - Dietro la luce
- 1993 - Carlo Lucarelli - Indagine non autorizzata
- 1994 - Lucio Dall'Angelo, Aldo Sorlini - Il libro di Baruc
- 1995 - Vincenzo De Falco, Diana Lama - Rossi come lei
- 1996 - Linda Di Martino - L'incidente di via Metastasio
- 1997 - Nello Rossati - La valle delle baccanti
- 1998 - Giancarlo Narciso - Singapore Sling
- 1999 - Annamaria Fassio - Tesi di laurea
- 2000 - Giulio Leoni - I delitti della Medusa
- 2001 - Gianfranco Nerozzi - Cuori perduti
- 2002 - Massimo Carloni, Antonio Perria - Il caso Degortes
- 2003 - Lorenzo Arruga - Suite algérienne
- 2004 - Vittorio Paganini - Il sequestro
- 2005 - Massimo Pietroselli - Il palazzo del diavolo
- 2006 - Stefano Pigozzi - Metal Detector
- 2007 - Gianluca Durante - Altravita
- 2008 - Enrico Luceri - Il mio volto è uno specchio
- 2009 - Roberto Riccardi - Legame di sangue
- 2010 - Alex B. Di Giacomo - Punto di rottura
- 2011 - Marzia Musneci - Doppia indagine
- 2012 - Carlo Parri - Il metodo Cardosa
- 2013 - Andrea Franco - L'odore del peccato[4]
- 2014 - Manuela Costantini - Le immagini rubate[5]
- 2015 - Diego Lama - La collera di Napoli[6]
- 2016 - Paolo Lanzotti - La voce delle ombre[7]
- 2017 - Fabiano Massimi - Il club Montecristo
- 2018 - Alberto Odone - La meccanica del delitto
- 2019 - Roberto Mistretta - La profezia degli incappucciati
- 2020 - Massimiliano Giri - Il senso delle parole rotte[8]
- 2021 - Maria Elisa Aloisi - Il canto della falena[9]
- 2022 - Matteo Guerrini - Zōo – La rabbia[10]
- 2023 - Roberto Zannini - Il secondo modo di fare le cose[11]
- 2024 - Paolo Bernetti - La notte di fuoco[12]
- 2025 - Claudio Bandi - La città e l'abisso - ex aequo con Daniele Pisani- L'ombra delle due colonne